# Dział (Stanisław Górny)
Dział – część wsi Stanisław Górny w Polsce, położona w województwie małopolskim, w powiecie wadowickim, w gminie Wadowice. 
W latach 1975–1998 Dział położony był w województwie bielskim.